# Veïns per Sant Feliu
CC Veïns per Sant Feliu es una agrupación de vecinos de Sant Feliu de Llobregat fundada en el año 2014 que se presenta a las elecciones municipales de 2015.

## Historia
Su origen se relaciona con el movimiento vecinal.

## Ideología
- Transparencia
- Pparticipación y racionalización de la carga impositiva.[3]